# بوصير تدمري
البوصير التدمري (باللاتينية: Verbascum palmyrense) نوع نباتي يتبع جنس البوصير من الفصيلة الغدبية.

## الموئل والانتشار
موطنه بلاد الشام.